# 室賀正吉
室賀 正吉（むろが まさよし）は、戦国時代の武将。甲斐武田氏家臣。

## 経歴・人物
信濃小県郡の国衆室賀盛清の3男。
小県郡小島村（現：長野県上田市小島）で100貫文の知行を持つ。永禄10年（1567年）8月7日付けの武田氏に対する忠節を誓う起請文を生島足島神社に奉納した下之郷起請文においては室賀一族と連名して山県昌景に提出している。